# Canadian Soccer League 2005
La Canadian Soccer League 2005 fue la octava edición de la liga de fútbol canadiense. Estuvo organizado por la Asociación Canadiense de Fútbol y participaron 12 clubes.
Al final del campeonato, los tres mejores clubes de cada conferencia participaron en rondas eliminatorias para definir a los dos finalistas. Vaughan Shooters y Oakville Blue Devils disputaron la final del torneo el 10 de octubre de 2005. Oakville Blue Devils ganó el partido 2-1 y se coronó campeón del certamen.
El torneo también entregó varios, entre ellos, al jugador más valioso que fue Desi Humphrey del Vaughan Shooters, el goleador Aaron Byrd del Windsor Border Stars y el técnico del año que fue Dejan Gluscevic del North York Astros, entre otros.

## Equipos participantes
Todos los equipos:

### Conferencia Este
- Vaughan Shooters
- Toronto Croatia
- Laval Dynamites
- Toronto Supra
- North York Astros
- Durham Storm

### Conferencia Oeste
- Hamilton Thunder
- Oakville Blue Devils
- Windsor Border Stars
- St. Catharines Wolves
- London City
- Brampton Stallions

## Tabla general

### Conferencia Este
| Posición              | Equipo            | PJ | PG | PP | PE | GF | GC | GD  | Puntos |
| --------------------- | ----------------- | -- | -- | -- | -- | -- | -- | --- | ------ |
| 1                     | Vaughan Shooters  | 22 | 16 | 3  | 3  | 55 | 16 | +39 | 51     |
| 2                     | Toronto Croatia   | 22 | 13 | 3  | 6  | 44 | 19 | +25 | 45     |
| 3                     | Laval Dynamites   | 22 | 11 | 8  | 3  | 36 | 25 | +11 | 36     |
| 4                     | Toronto Supra     | 22 | 7  | 7  | 8  | 39 | 30 | +9  | 29     |
| 5                     | North York Astros | 22 | 8  | 10 | 4  | 31 | 42 | -11 | 28     |
| 6                     | Durham Storm      | 22 | 1  | 20 | 1  | 10 | 85 | -75 | 4      |
| Estadísticas finales. |                   |    |    |    |    |    |    |     |        |

 PJ = Partidos jugados; PG = Partidos ganados; PP = Partidos perdidos; PE = Partidos empatados;
GF = Goles a favor; GC = Goles en contra; GD = Goles de diferencia
| \| \| Equipos clasificados a una ronda eliminatoria \| |                                               |
|                                                        | Equipos clasificados a una ronda eliminatoria |

### Conferencia Oeste
| Posición              | Equipo                | PJ | PG | PP | PE | GF | GC | GD  | Puntos |
| --------------------- | --------------------- | -- | -- | -- | -- | -- | -- | --- | ------ |
| 1                     | Hamilton Thunder      | 22 | 10 | 5  | 7  | 27 | 23 | +4  | 37     |
| 2                     | Oakville Blue Devils  | 22 | 10 | 5  | 7  | 46 | 26 | +20 | 35     |
| 3                     | Windsor Border Stars  | 22 | 8  | 10 | 4  | 40 | 35 | +15 | 28     |
| 4                     | St. Catharines Wolves | 22 | 7  | 10 | 5  | 21 | 26 | -5  | 26     |
| 5                     | London City           | 22 | 6  | 12 | 4  | 26 | 39 | -13 | 22     |
| 6                     | Brampton Stallions    | 22 | 5  | 9  | 8  | 36 | 45 | -9  | 20     |
| Estadísticas finales. |                       |    |    |    |    |    |    |     |        |

 PJ = Partidos jugados; PG = Partidos ganados; PP = Partidos perdidos; PE = Partidos empatados;
GF = Goles a favor; GC = Goles en contra; GD = Goles de diferencia
| \| \| Equipos clasificados a una ronda eliminatoria \| |                                               |
|                                                        | Equipos clasificados a una ronda eliminatoria |

## Final
- Vaughan Shooters 1–2 Oakville Blue Devils[2]

## Premios
- Jugador más valioso: Desi Humphrey, Vaughan Shooters[1]
- Goleador: Aaron Byrd, Windsor Border Stars[1]
- Técnico del año: Dejan Gluscevic, North York Astros[1]
- Mejor portero: Haidar Al-Shaïbani, London City[1]